# Centre national de coopération au développement
Centre national de coopération au développement (of CNCD-11.11.11) is de Belgische koepelorganisatie voor internationale solidariteit. Als tegenhanger van het Nederlandstalige 11.11.11 verenigt het Franstalige ngo's, sociale partners en noord-zuidbewegingen. De noordactie concentreert zich vooral rond de periode van wapenstilstand.

## Historiek
Het CNCD groeide uit het NCOS - CNCD dat werd opgericht in 26 april 1966 door het samenbrengen van vier comités; het Belgisch Komitee voor het Voluntariaat Overzee, het Belgisch Komitee voor de Bestrijding van de Honger, het Nationaal Komitee voor Onthaal en het Belgisch Komitee voor Hulp aan Vluchtelingen met Paul-Henri Spaak als eerste voorzitter. Aanvankelijk diende het als technisch secretariaat om de samenwerking tussen de vier comités, die reeds zelf een koepel van organisaties waren, te organiseren. Later werd het NCOS - CNCD uitgebreid met afzonderlijke ngo's voor ontwikkelingssamenwerking, jeugdbewegingen en volwassenenorganisaties.
In 1977 hervormde het NCOS - CNCD ten gevolge van het federalisme zijn unitaire structuur tot het Franstalige CNCD en het Vlaamse NCOS. Beide vleugels van de unitaire vzw kregen een juridisch statuut om als twee afzonderlijke organisaties erkend te kunnen worden, een scheiding die effectief werd in 1981.